# 13. новембар
13. новембар (13.11) је 317. дан године по грегоријанском календару (318. у преступној години). До краја године има још 48 дана.

## Догађаји
- 1887 — Сукоби и обрачуни у центру Лондона што је касније названо Крвава недеља.
- 1941 — Први британски носач авиона Арк ројал погођен у Другом светском рату немачким торпедом близу Гибралтара. Наредног дана потонуо.
- 1942 — Почела одлучујућа ваздушно-поморска битка јапанских и америчких трупа код Гвадалканала, у Тихом океану. У тродневним борбама обе стране претрпеле велике губитке у бродовима, али су стратешки успех постигли Американци.
- 1944 — Партизанске јединице Народноослободилачке војске Југославије ослободиле Скопље у Другом светском рату.
- 1945 — Француски генерал Шарл де Гол изабран гласовима свих 555 посланика за председника привремене владе, после чега је формирао коалициони кабинет у који је ушло и пет комуниста.
- 1970 — Хафиз ел Асад војним ударом преузео власт у Сирији.
- 1975 — Светска здравствена организација објавила да су у Азији, први пут у историји, искорењене велике богиње.
- 1980 — Амерички свемирски брод Војаџер I послао прве снимке Сатурна направљене из близине.
- 1985 — Еруптирао је вулкан Невадо дел Руиз, који је усмртио око 23.000 особа, укључујући 21.000 особа услед лахара у месту Армеро.
- 1994 — Швеђани на референдуму одлучили да се прикључе Европској унији.
- 1999 — У земљотресу у Турској погинуло више од 450 људи, око 2.500 повређено.
- 2000 — Председник Филипина Џозеф Естрада оптужен за корупцију. Под притиском протеста грађана и војске 20. јануара 2002. повукао се са власти, а 16. априла предао Специјалном суду за борбу против корупције.
- 2001 —

- Борци антиталибанске Северне алијансе ушли у главни град Авганистана Кабул.
- Међународни суд за ратне злочине у Хагу осудио босанске Србе Душка Сикирицу, Дамира Дошена и Драгана Колунџију на затворске казне од 15, пет и три године затвора за злочине против човечности над муслиманским цивилима 1992. у логору Кератерм у Приједору.

- 2015 — Најмање 129 особа је убијено, а 352 рањено у серији пуцњава и експлозија у Паризу. Председник Франсоа Оланд је затворио државне границе и прогласио ванредно стање на територији целе Француске.

## Рођења
- 1312 — Едвард III Плантагенет, енглески краљ (1327—1377). (прем. 1377)[1]
- 1813 — Петар II Петровић Његош, црногорски песник и филозоф, духовни и световни владар Црне Горе. (прем. 1851)
- 1850 — Роберт Луис Стивенсон, шкотски писац, песник, есејиста и путописац. (прем. 1894)
- 1871 — Владислав Ф. Рибникар, српски новинар, оснивач листа Политика. (прем. 1914)
- 1874 — Маргерит Лонг, француска пијанисткиња. (прем. 1966)
- 1922 — Оскар Вернер, аустријски глумац. (прем. 1984)
- 1935 — Том Еткинс, амерички глумац.
- 1937 — Лазар Радовић, југословенски фудбалер.
- 1943 — Роберто Бонинсења, италијански фудбалер.
- 1947 — Џо Мантења, амерички глумац, продуцент и редитељ.
- 1951 — Пини Гершон, израелски кошаркаш и кошаркашки тренер.
- 1953 — Франсес Конрој, америчка глумица.
- 1954 — Крис Нот, амерички глумац.
- 1955 — Вупи Голдберг, америчка глумица, комичарка и списатељица.
- 1957 — Стивен Бакстер, енглески писац научне фантастике.
- 1965 — Жељко Петровић, црногорски фудбалер и фудбалски тренер.
- 1967 — Стив Зан, амерички глумац и комичар.
- 1967 — Џими Кимел, амерички ТВ водитељ, комичар, глумац, продуцент и писац.
- 1969 — Џерард Батлер, шкотски глумац и продуцент.
- 1975 — Ивица Драгутиновић, српски фудбалер.
- 1975 — Ким, португалски фудбалер.
- 1975 — Владо Шћепановић, црногорски кошаркаш и кошаркашки тренер.
- 1979 — Мета Ворлд Пис, амерички кошаркаш и кошаркашки тренер.
- 1980 — Милош Вујанић, српски кошаркаш.
- 1988 — Јелисавета Орашанин, српска глумица.
- 1990 — Јежи Јанович, пољски тенисер.
- 1993 — Џулија Мајклс, америчка музичарка.
- 1999 — Ландо Норис, британски аутомобилиста, возач Формуле 1.
- 2002 — Ема Радукану, британска тенисерка.

## Смрти
- 1093 — Малком III, шкотски краљ.[2]
- 1868 — Ђоакино Росини, италијански композитор (рођ. 1792)
- 1903 — Камиј Писаро, француски сликар и графичар. (рођ. 1830)
- 1965 — Владимир Петковић, српски археолог.
- 1974 — Виторио де Сика, италијански филмски режисер и глумац.
- 1998 — Слободан Џунић, српски приповедач, романсијер и песник. (рођ. 1921)[3]

## Празници и дани сећања
- Српска православна црква данас прославља
  - Свети апостоли Стахије, Амплије, Урван и други